# Family Man (album)
Family Man – piąta płyta zespołu Black Flag wydana we wrześniu 1984 roku przez firmę SST Records.

## Lista utworów
1. Family Man
2. Salt on a Slug
3. Hollywood Diary
4. Let Your Fingers Do the Walking
5. Shed Reading (Rattus Norvegicus)
6. No Deposit, No Return
7. Armageddon Man
8. Long Lost Dog of It
9. I Won't Stick Any of You Unless and Until I Can Stick All of You!
10. Account for What?
11. The Pups Are Doggin' It

## Twórcy
- Henry Rollins – śpiew
- Greg Ginn – gitara
- Kira Roessler – gitara basowa
- Bill Stevenson – perkusja